# Глинско
Глинско (чеш. Hlinsko) — город в Чехии. Административно относится к району Хрудим Пардубицкого края. Находится на Чешско-Моравской возвышенности на стыке Ждярских и Железных гор на реке Хрудимка.
Железнодорожная станция на линии Пардубице — Брод, которая была построена в 1871 году.

## Районы города
Глинско состоит из 6 районов:
- Блатно (площадь — 3,52 км², население — 584 (2001))
- Чертовина (площадь — 12,27 км², население — 113 (2001))
- Глинско
- Хлум (площадь — 5,65 км², население — 254 (2001))
- Коуты (площадь — 12,27 км², население — 282 (2001))
- Срни (площадь — 2,82 км², население — 221 (2001))

## История
Первое упоминание относится к 1349 году. Возникло на старом торговом пути из Чехии в Моравию.
Название Глинско происходит от слова «глина». Крупные месторождения высококачественной глины в этих местах послужили причиной возникновения старейших гончарных мастерских, история которых восходит к 15-му веку. Статус города получил, вероятно, во времена правления Вацлава IV.

## Достопримечательности
Основными достопримечательностями города являются:
- Крепость, считающаяся самым старым зданием в Глинско.
- барочный костёл Рождества Пресвятой Девы Марии, построенный в 1730—1745 гг. на месте, где ранее стояла деревянная церковь 1350 года, с колоколом на башне 1520 года.
- здание Ратуши.
- церковь св. Петра и Павла
- территория между крепостью и костелом, называемая Вифлеемом, сохранила уникальный комплекс старинных домов. Рядом находится родина скульптора Карела Лидицкого, чьи работы можно увидеть в городской галерее.
- Галерея Глинско — один из старейших в Чехии, основанный в 1874 году.

В городе действует панорамный кинотеатр.
Пивоваренный завод «Pivovar Rychtář», основанный в 1913 году под названием «Společenský pivovar». Осенью 2008 года пивоваренный завод был включен в чешскую пивоваренную группа K Brewery. Годовой объём производства пива составляет около 80 000 гектолитров.

## Население
| Год  | Численность | Численность |
| ---- | ----------- | ----------- |
| 1869 | 4882        | [ 6 ]       |
| 1880 | 4964        | [ 6 ]       |
| 1890 | 5231        | [ 6 ]       |
| 1900 | 5962        | [ 6 ]       |
| 1910 | 7085        | [ 6 ]       |
| 1921 | 6901        | [ 6 ]       |
| 1930 | 8084        | [ 6 ]       |
| 1950 | 7413        | [ 6 ]       |
| 1961 | 8346        | [ 6 ]       |
| 1970 | 9357        | [ 6 ]       |
| 1980 | 10 182      | [ 6 ]       |
| 1991 | 10 916      | [ 6 ]       |
| 2001 | 10 543      | [ 6 ]       |
| 2014 | 9916        | [ 7 ]       |
| 2016 | 9831        | [ 8 ]       |
| 2017 | 9759        | [ 9 ]       |
| 2018 | 9697        | [ 10 ]      |
| 2019 | 9677        | [ 11 ]      |
| 2020 | 9642        | [ 12 ]      |
| 2021 | 9602        | [ 13 ]      |
| 2022 | 9416        | [ 14 ]      |
| 2023 | 9596        | [ 15 ]      |
| 2024 | 9577        | [ 3 ]       |

## Города-побратимы
- Пухов, Словакия (1998)[16]